# The Elder Scrolls IV: Oblivion Remastered
Pour le jeu vidéo sorti en 2006, voir The Elder Scrolls IV: Oblivion.
The Elder Scrolls IV: Oblivion Remastered est un jeu de rôle co-développé par Virtuos et Bethesda Game Studios, et édité par Bethesda Softworks,. Il s'agit d'une remasterisation de The Elder Scrolls IV: Oblivion, sorti en 2006. Il a été annoncé et publié simultanément sur Windows, PlayStation 5 et Xbox Series X/S le 22 avril 2025,,,.

## Système de jeu
Le jeu conserve la structure en monde ouvert et les mécanismes de jeu fondamentaux du jeu original, notamment les combats en temps réel, la montée en niveau des personnages, la progression selon les compétences et les quêtes liées à plusieurs factions. La version remasterisée comprend une refonte graphique complète avec des techniques de rendu modernes, le ray tracing, ainsi que des textures et des modèles mis à jour. Le comportement des personnages non jouables a été revu grâce à une intelligence artificielle améliorée, et toutes les animations ont été mises à jour. L'interface utilisateur et les commandes ont également été repensées pour être compatibles avec les consoles modernes. Les améliorations audio comprennent des sons d'ambiance et des effets environnementaux réenregistrés, ainsi qu'une refonte partielle des voix,.
Knights of the Nine et Shivering Isles, qui sont des packs d'extension payants du jeu original, sont également inclus dans l'édition remastérisée,.

## Développement
Le jeu a été co-développé par le studio parisien de Virtuos et Bethesda Game Studios,. Les deux studios ont commencé le développement du remaster en 2021. Les développeurs ont utilisé l'Unreal Engine 5 pour améliorer les graphismes, tout en s'appuyant sur le Creation Engine pour des éléments clés comme la physique et les combats.
Les premières indications concernant le remaster sont apparues en septembre 2023, lorsque des documents internes de Microsoft, divulgués lors de l'affaire Federal Trade Commission contre Microsoft (en), faisaient référence à un « Oblivion Remaster », dont la sortie était prévue pour l'exercice 2022. De nouvelles spéculations ont surgi en avril 2025, à la suite de la découverte d'images du jeu et de supports promotionnels sur le site web de Virtuos,, qui ont ensuite été partagés en ligne. Le 21 avril 2025, Bethesda a confirmé l'existence du remaster en annonçant un livestream prévu pour le lendemain,,.